# Juan Garaizabal
Juan Garaizabal (* 20. března 1971, Madrid) je konceptuální umělec, sochař a rytec.
Tento všestranný umělec experimentoval také s kresbou, videoartem, se světelnými instalacemi a s akustikou. Mezinárodně je známý svými monumentálními sochami ve veřejném prostoru.
Ve svém vlastním uměleckém projektu Memorias Urbanas (paměť měst) obnovuje prostřednictvím kovové konstrukce vybavené světelnými prvky zaniklé architektonické stavby a zaplňuje absenci těchto historicky významných budov v městském prostoru.
Narodil se v Madridu v roce 1971.

## Vzdělání a kariéra
Vystudoval kresbu na akademii IB 67 v Madridu a uskutečnil studia na vysoké škole CESEM ve francouzské Remeši. Ve svých tvůrčích začátcích se zabýval přeměnou prostor a loftů a získával zkušenosti s prací s různými materiály. V současnosti pracuje v Berlíně a v Madridu na konceptuálním umění zasahujícím do veřejného prostoru.
Velkou část svojich děl tvoří vlastníma rukama za použití různých technik, jako je kování železa a oceli, osvětlení, truhlářské a zednické práce a práce s plastem.

## Instalace ve veřejném prostoru

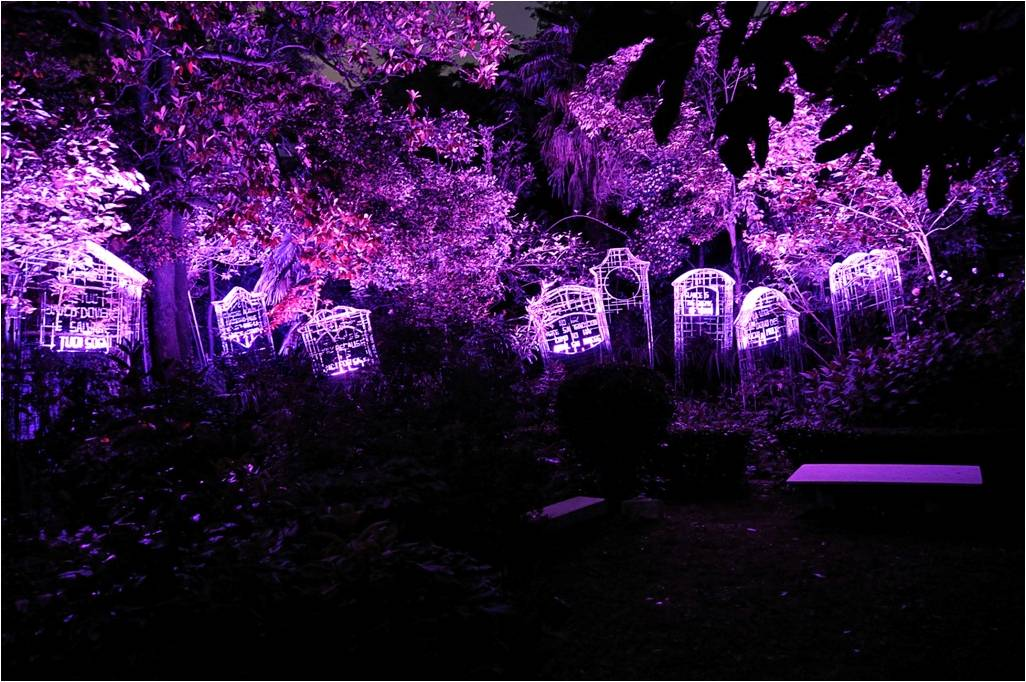
Juan Garaizabal Memoria del Giardino

Hlavní instalace ve veřejném prostoru:
- 2006: Bosque de Flores (květinový les), Valencie, Španělsko.
- 2007: Memoria Urbana Bucarest (paměť Bukareště), Uranus Area. Noaptea Alba, Rumunsko.[4]
- 2011: Archives Stairway. Connecticut, Spojené státy americké.
- 2012: Memoria Urbana Berlin, (paměť Berlína), Německo.[5][6]
- 2013: Memoria del Giardino (paměť zahrady), Benátky, Itálie. Kurátorka Barbara Rose. [7]
- 2016: Memoria Urbana Miami; Havana Balcony, Spojené státy
- 2018: Memoria Urbana Segovia, Hay Festival
- 2020: Piedra Sobre Piedra, Toledo, Španělsko
- 2020: Ever Time Gate, Šanghaj, Čína
- 2021: Four Monumental Sculptures, Paříž, Francie
- 2021: Fondation Prince Albert, Monako
- 2021: Biennale de Sculpture, Saint-Paul-de-Vence, Francie
- 2023: Ever Time Balcony, Šanghaj, Čína
- 2024: La Memoria del Vidrio, Valencie, Španělsko
- 2024: Land of Dilmun and Door of Dilmun, Manáma, Bahrajn
- 2025: Memoria Urbana: Les Bains Napoléon, Biarritz, Francie
- 2025: Ever Time Port, Portugalsko

## Život
V letech 1998 až 2007 přejekolikrát africký kontinent z Madridu po Kapské Město. V současnosti žije a pracuje buď v Berlíně nebo v Madridu podle toho, kde právě tvoří další projekt. Je otcem dvou dcer.

## Externí odkazy

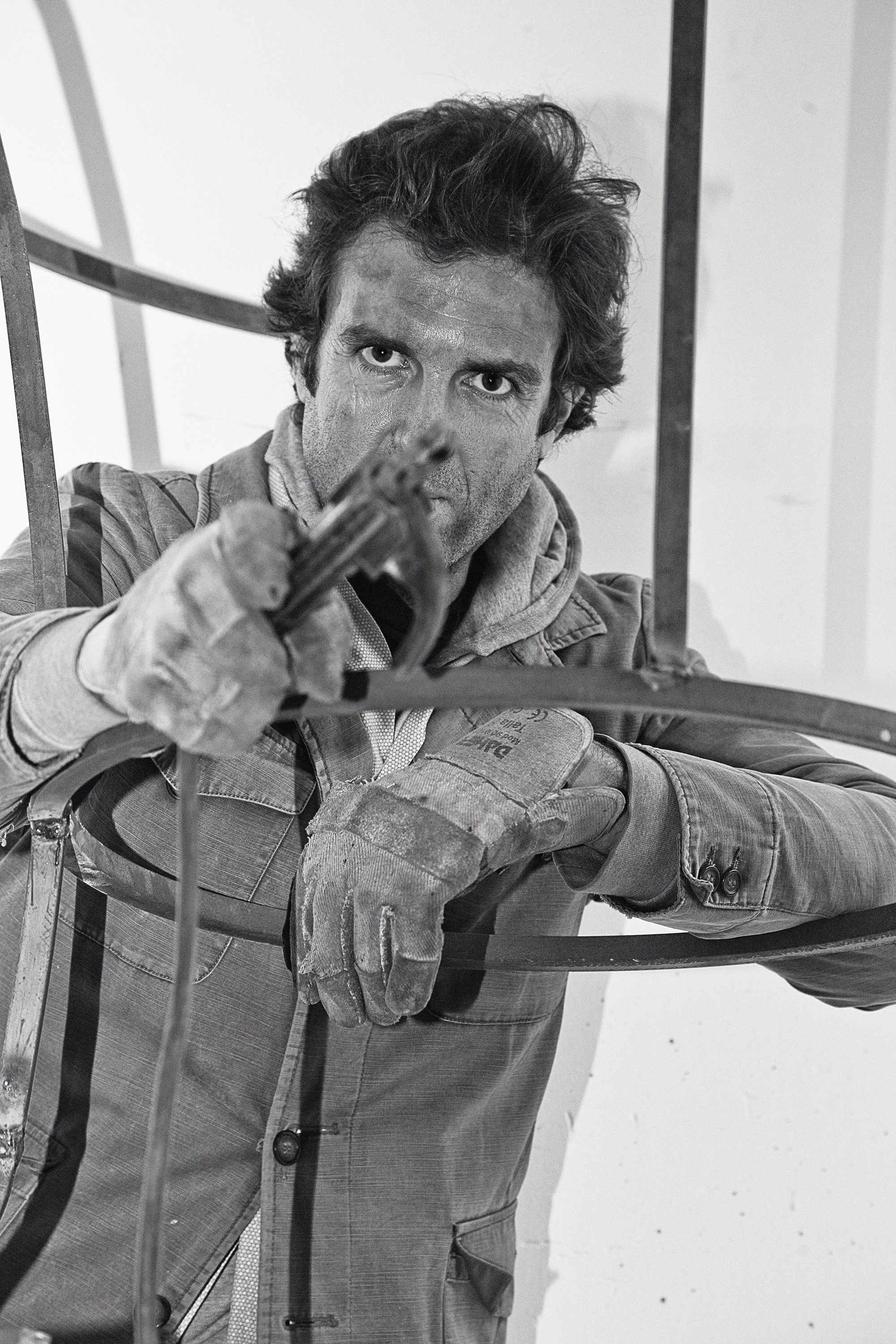
Juan Garaizabal 2018